# Fontána de Birague
Fontána de Birague (francouzsky fontaine de Birague) též Fontána svaté Kateřiny (fontaine Sainte-Catherine) je zaniklá fontána v Paříži. Od 16. století se nacházela před kostelem svatého Pavla a Ludvíka na rohu ulic Rue Saint-Antoine a Rue de Sévigné (tehdy Rue Culture Sainte-Catherine). Byla zbořena v roce 1856 při Haussmannově přestavbě Paříže.

## Historie
Kašnu nechal postavit v roce 1579 kancléř René de Birague, po kterém nesla jméno, aby zásobovala vodou nejen jeho palác (sousedící s klášterem Sainte-Catherine-du-Val-des-Écoliers), ale i celé okolí. Kašnu napájel pramen dovedený z úpatí Belleville, který dříve zásoboval Hôtel Saint-Pol. Kašnu zdobily sochy andělů na delfínech.
Kašna byla poprvé přestavěna v roce 1627 z nařízení prévôta Nicolase Bailleula podle plánů Augustina Guillaina. Byla postavena nedaleko od původní fontány na nově zřízeném náměstí.
Kašnu čtvercového nebo obdélníkového půdorysu zdobily toskánské pilastry, vlys s triglyfy a završená byla kamennou kupolí s lucernou s lilií. Na stranách kolmých k ose Rue Saint-Antoine se nacházely frontony. Na každém rohu byly vytesány iniciály “S. C.”, které odkazovaly na klášter Sainte-Catherine-du-Val-des-Écoliers.

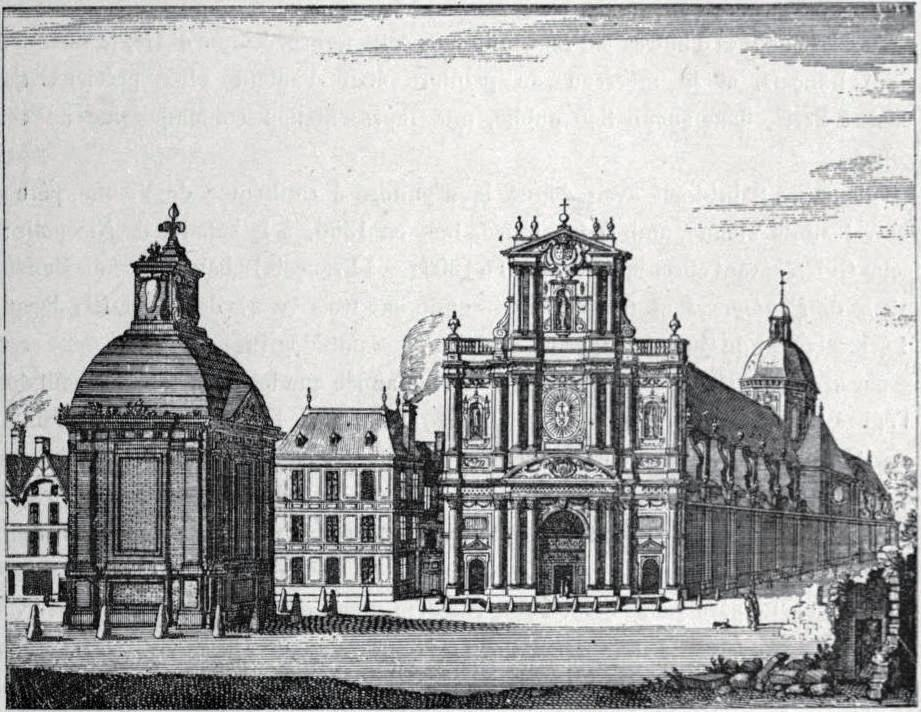
Fontána v 17. století

Mezi lety 1707–1708, kdy bylo uvedeno do provozu čerpadlo Notre-Dame, byla fontána přestavěna podle návrhu architekta Jeana Beausira. Základní kámen byl položen 13. května 1707. Kašna po přestavbě získala pětiúhelníkový půdorys a novou výzdobu. Na každé straně byl slepý oblouk orámovaný toskánskými pilastry a zakončen vlysem s triglyfy a štítem zdobeným symboly obchodu a průmyslu. V jednom z těchto oblouků se nacházel vývod s vodou. Nad oblouky byly mezi jemnými konzolami basreliéfy představující ležící nymfy a najády. Kašnu zakončovala kupole s lucernou podobná předchozí kašně. Při stavbě kašny byly původně vynechány symboly kláštera, které byly přidány na žádost kanovníků v srpnu 1708.
V 18. století až do zřízení kryté tržnice na Place du Marché-Sainte-Catherine v roce 1783 se kolem fontány konaly trhy.
V 1856 byla fontáně zbořena kvůli rozšíření Rue de Rivoli.